# Woomargama
Woomargama est une localité située dans le comté de Grand Hume en Nouvelle-Galles du Sud, à 500 km au sud-ouest de Sydney.
Son bureau de poste a ouvert en 1875.
A proximité se trouve le Parc national Woomargama.